# Halimuraena
Halimuraena – rodzaj ryb z rodziny diademkowatych (Pseudochromidae).

## Klasyfikacja
Gatunki zaliczane do tego rodzaju:
- Halimuraena hexagonata
- Halimuraena lepopareia
- Halimuraena shakai